# Scoletoma impatiens
Scoletoma impatiens är en ringmaskart som först beskrevs av Jean Louis René Antoine Édouard Claparède 1868.  Scoletoma impatiens ingår i släktet Scoletoma och familjen Lumbrineridae. Arten är reproducerande i Sverige. Inga underarter finns listade i Catalogue of Life.